# The Awful German Language
The Awful German Language (lett. La terribile lingua tedesca) è un saggio di Mark Twain pubblicato come Appendice D in A Tramp Abroad. Il saggio è un'esplorazione in chiave umoristica che il narratore madrelingua inglese affronta nel tentativo di imparare la lingua tedesca. Gunilla Anderman e Margaret Rogers hanno descritto il lavoro come «il saggio filologico più famoso di Twain».

## Antefatti
Twain fece i primi tentativi di imparare il tedesco all'età di quindici anni, nel 1850, ma nonostante tutti i suoi sforzi non vi riuscì. Ne riprese lo studio solo 28 anni più tardi, in preparazione ad un viaggio in Europa. Al suo arrivo in Germania, il frutto dei suoi sforzi fu commentato da un amico che gli disse: «Parla in tedesco, Mark. Qualcuna di queste persone potrebbe capire l'inglese». Sempre in Germania, una notte fece un sogno in cui, stando ai suoi appunti, «tutte le persone straniere cattive finivano nel paradisco tedesco; non potevano parlare e desideravano di andarsene dall'altra parte».
Il 31 ottobre 1897 Twain tenne una conferenza intitolata Die Schrecken der deutschen Sprache (Gli orrori della lingua tedesca) al Concordia Festkneipe di Vienna, e continuò nel XX secolo a tenere lezioni riguardanti la lingua.

## Testo
(Mark Twain, La terribile lingua tedesca)
Twain descrive la sua esasperazione con la grammatica tedesca in una serie di otto esempi umoristici che includono verbi separabili, declinazione degli aggettivi e verbi composti.

### Morfologia
La lingua tedesca contiene un complesso sistema di inflessioni che risulta frustrante per chi cerca di apprenderla:
Le inflessioni sono usate per rappresentare sia la sintassi che la semantica, ma la funzione è assegnata in un modo difficile da apprendere e si combinano, come protesta Twain, con le eccezioni che sono piuttosto comuni nella lingua tedesca. Parte di questo deriva dall'ordine delle parole, insieme al genere, numero e altri aspetti linguistici.

### Genere
Una delle principali enfasi nel lavoro di Twain è posta sui generi della lingua tedesca. L'autore gioca con le differenze tra il genere che si darebbe naturalmente a un oggetto o a una persona con il genere grammaticale che essa effettivamente possiede nella lingua tedesca, evidenziando che mentre una ragazza è senza sesso (perché di genere neutro), una rapa che non dovrebbe di per sé avere sesso è invece di genere femminile:
Il problema con il genere linguistico è che appare logico in teoria, però opera in maniera illogica. Il rapporto reale tra genere e sostantivo non è chiaro, ed è difficile per uno studente di tedesco collegare psicologicamente il loro significato con le regole dei generi. Secondo Twain non esisteva una ragione per cui una scaglia di pesce deve essere femminile mentre una pescivendola, effettivamente femminile, è neutro. Quando Twain traduce il Racconto della Pescivendola e del suo Triste Destino (Tale of the Fishwife and its Sad Fate), sfocia in sentimenti di rabbia derivanti dai suoi tentativi di imparare la lingua:
Naturalmente il tedesco non è la lingua più difficile da imparare: come osserva Guy Deutscher, era semplicemente la lingua che Twain stava imparando al tempo del suo elaborato. Molte altre lingue contengono alcune o tutte le idiosincrasie che Twain ridicolizza, inclusi francese, russo e latino.